# Nakladatelství AMU
Nakladatelství AMU (celým názvem Nakladatelství Akademie múzických umění v Praze, zkráceně NAMU) je vydavatelem knih Akademie múzických umění v Praze. Vzniklo 15. února 2002 jako právní nástupce Edičního centra AMU (vybudováno na návrh tehdejšího prorektora Miroslava Vojtěchovského z grantu Fondu rozvoje vysokých škol v roce 1995).
NAMU je informační pracoviště s celoškolní působností, které zajišťuje nakladatelskou a ediční činnost a zveřejňuje výstupy vědecké, pedagogické, umělecké a jiné odborné práce pedagogů a studentů školy. Svoji činnost vykonává na základě výsledků jednání Ediční rady AMU a zakázek složek a fakult AMU.
Řídícím orgánem NAMU je ediční rada. Jejími členy jsou pověřený prorektor, ředitel NAMU, zástupci fakult, ředitel knihovny, event. zástupci dalších složek. Ediční rada NAMU na základě návrhů edičních komisí DAMU, HAMU a FAMU sestavuje roční ediční plán.